# イン・ザ・ライト
「イン・ザ・ライト」 (In the Light) は、イギリスのロックバンド、レッド・ツェッペリンの楽曲。1975年のアルバム『フィジカル・グラフィティ』に収録されている。ジョン・ポール・ジョーンズが中心となってシンセサイザーで作曲されたが、ロバート・プラントとジミー・ペイジもクレジットされている。

## 製作
イントロにおいてジョーンズのシンセサイザーソロのバックで聞くことのできるユニークな音は、ペイジがバイオリンの弓をアコースティックギターにあてて作り出したものである。この曲は、バンド初期に作曲された「イン・ザ・モーニング (In the Morning)」という曲をもとに製作された。
また、歌詞が違い、構成も少し異なる「Everybody Makes It Through (In the Light) [Early Version/In Transit]」というヴァージョンも存在する。このヴァージョンは2015年2月23日にリリースされたリマスター盤に収録されている。レッド・ツェッペリンのコンサートでは一度も演奏されたことがない。

## 評価
『ローリング・ストーン』誌のジム・ミラーによる『フィジカル・グラフィティ』のレビューでは、「アルバムのなかで最も野心的な努力がみられる」が、「最後でだれてしまう」と評している。また彼は、「この曲の問題点は退屈だということではなく、構成の断片的な部分がしっかりとつながっていないことだ。ペイジが最後、音を壮大にしようとまとめあげた結果、堂々としているというよりは大げさなものになってしまった」とも述べている。
また、『フィジカル・グラフィティ』のデラックスエディションのレビューで、『コンシークエンス・オブ・サウンド』のジョン・ハドゥセックは、「イン・ザ・ライト」はレッド・ツェッペリンの楽曲のなかでもお気に入りの1つとし、このようなアレンジメントが「上手くはいかないはずが、うまくいっている」と評している。楽曲については、「ソロオルガンや重苦しいリフから、サビの力強いコーラスまで、突拍子もない構成になっている」と書いている。
彼がロックジャーナリストのキャメロン・クロウに対して行ったインタビューでは、プラントはこの曲について、レッド・ツェッペリンの「最高の瞬間」の1つだと語ったとされる。ペイジもアルバムで個人的に気に入っている曲として言及している。